# مات إدموندسون
مات إدموندسون (بالإنجليزية: Matt Edmondson)‏ هو مقدم تلفزيوني ومذيع بريطاني، ولد في 27 ديسمبر 1985 في بورتسموث في المملكة المتحدة.